# خايرو سانشيز-سكوت
خايرو سانشيز-سكوت (بالإنجليزية: Jairo Sanchez-Scott)‏ هو لاعب كرة قدم بريطاني في مركز الوسط، ولد في 10 ديسمبر 1987 في جزر كايمان في المملكة المتحدة. شارك مع منتخب جزر كايمان لكرة القدم. أما مع النوادي، فقد لعب مع Elite SC ‏.

## وصلات خارجية
- خايرو سانشيز-سكوت على موقع الاتحاد الدولي (مؤرشف)  (الإنجليزية)
- خايرو سانشيز-سكوت على موقع قاعدة بيانات كرة القدم.إي يو (الإنجليزية)
- خايرو سانشيز-سكوت على موقع ناشيونال فوتبول تيمز (الإنجليزية)
- خايرو سانشيز-سكوت على موقع Soccerway.com (الإنجليزية)